# سكوت ويليام وينتيرز
سكوت ويليام وينتيرز (بالإنجليزية: Scott William Winters)‏ هو ممثل أمريكي، ولد في 5 أغسطس 1965 في نيويورك في الولايات المتحدة.

## أعمال

### أفلام
- (1996) الشعب ضد لاري فلينت[5]
- (1997) غود ويل هانتينغ[6]

### مسلسلات
- 24
- أو زد

## وصلات خارجية
- سكوت ويليام وينتيرز على موقع IMDb (الإنجليزية)
- سكوت ويليام وينتيرز على موقع روتن توميتوز (الإنجليزية)
- سكوت ويليام وينتيرز على موقع ألو سيني (الفرنسية)
- سكوت ويليام وينتيرز على موقع أول موفي (الإنجليزية)
- سكوت ويليام وينتيرز على موقع قاعدة بيانات الأفلام السويدية (السويدية)
- سكوت ويليام وينتيرز على موقع قاعدة بيانات الفيلم (الإنجليزية)
- سكوت ويليام وينتيرز على موقع كينوبويسك (الروسية)